# Krush, Kill ’n’ Destroy
Krush, Kill ’n’ Destroy (kurz: KKND, engl. für „Zermalme, töte und zerstöre“, eingedeutscht in Printwerbung als „Keine Kompromisse, nur Draufhauen!“) ist ein Echtzeit-Strategiespiel, das 1997 für DOS und Windows 95 auf den Markt kam. Entwickelt wurde es von dem Unternehmen Beam Software, den Vertrieb übernahmen die Unternehmen Melbourne House und Electronic Arts.
Das Spiel wurde unter dem Namen „KKND: Extreme“ als eine speziell auf Windows 95 zugeschnittene Version wiederveröffentlicht. Dies brachte Verbesserungen und Erweiterungen mit sich. So ermöglicht der „KAOS“-Modus ein simuliertes Multiplayer für Solospieler, Verbündete und Gegner werden vom Computer übernommen. Neben einer Verbesserung von Interface und KI gibt es jeweils 10 neue Singleplayer-Levels für beide Fraktionen ohne zusammenhängende Kampagne. Ferner sind bei dieser Version sechs statt vier Spieler bei Netzwerkspielen möglich.
1998 erschien eine Fortsetzung mit dem Titel KKND2: Krossfire, die die Agrarroboter als neue Fraktion einführte.

## Handlung
Die Handlung spielt in einer fernen, postapokalyptischen Zukunft. Nachdem die Nuklearwaffen des dritten Weltkriegs im Jahre 2079 große Teile der Erde zerstört bzw. in Wüste verwandelt hatten, flüchteten viele der überlebenden Menschen aus Angst vor der radioaktiven Strahlung unter die Erdoberfläche. Das Spiel setzt ein, als die Nachkommen dieser Flüchtlinge nach 60 Jahren wieder auf die Oberfläche vorstoßen und dort auf die mutierten Menschen treffen, die nach dem Krieg an der Oberfläche weitergelebt haben. Deren primitive und antisoziale Lebensweise sowie ihr religiöser Fanatismus machen eine friedliche Koexistenz unmöglich – es entbrennt abermals ein Konflikt um die Vorherrschaft auf der Erde, oder was eben noch von ihr übrig ist.
Wahlweise kann der Spieler sich nun auf die Seite der Symmetriker (diejenigen, die sich unter die Erdoberfläche geflüchtet hatten; der Begriff Symmetriker kommt wahrscheinlich von dem relativ gleichmäßigen Aussehen der Personen)
oder der überlebenden Mutanten stellen, um die gegnerische Seite in jeweils 15 Missionen zu schlagen. Jede dieser Missionen wird stets durch witzige Video-Briefings eingeleitet, in denen man die Aufträge erhält sowie einiges über den Gegner und die eigene Seite erfährt.
Wie in vergleichbaren Spielen weisen die Einheiten und Gebäude der vorhandenen Fraktionen viele Parallelen zueinander auf. Im Prinzip spielen sich Symmetriker und Mutanten gleich und unterscheiden sich vor allem optisch, aber durch ihre unterschiedlichen Waffenkonzepte:
- Die Mutanten verfügen über eher primitive Waffen aus der Vorkriegszeit wie zum Beispiel Pumpguns, haben es aber geschafft, die ebenfalls mutierten Tiere (Riesenskorpione und dergleichen) zu dressieren und für sich kämpfen zu lassen, was sie letztlich zu einem gefährlichen Gegner macht.

- Die Symmetriker verfügen über hochtechnologisierte Waffensysteme und Fahrzeuge.

Die einzelnen Einheiten der beiden Seiten besitzen jeweils verschiedene Stärken und Schwächen, wodurch sie im Idealfall möglichst verschiedene taktische Einsatzzwecke seitens des Spielers erhalten sollten. Die Balance der Einheiten ist aufgrund der eher optischen Unterschiede der Fraktionen ausgewogen, die Herausforderungen innerhalb der Missionen ergeben sich durch das Gelände und die häufig vorhandene Übermacht des Gegners, dem in späteren Missionen gelegentlich zwei Basen zur Verfügung stehen. Unter den knapp 60 Kriegern, Fahrzeugen und Gebäuden finden sich jedoch keinerlei Luft- oder Wassereinheiten, es lässt sich im höchsten Technologielevel allenfalls ein Bombardement anfordern, das allerdings teuer und mit einer langen Wartezeit verbunden ist.
Um den Krieg führen zu können, werden von beiden Seiten die immer noch reichlich vorhandenen Erdölvorkommen (bzw. „Erdenblut“ bei den Mutanten) gefördert.

## Rezeption
KKND erfinde das Rad nicht neu. Es sei eines der vielen Echtzeitstrategiespiele, die zu der Zeit erschienen. Das Szenario wurde dabei bereits mehrfach verwendet. Dennoch sei die Endzeitatmosphäre gelungen und die Grafik manierlich. Dass sich der Entwickler oft selbst nicht ernst nehme und etwa Scherze in die Missionsbesprechungen einbaue, sei positiv zu bewerten. Ab der vierten Mission werden jedoch bereits kleine Fehler in der Aufbauphase von dem Computergegner hart abgestraft. Dabei sei Sieg oder Niederlage oft zufällig und völlig unabhängig von der gewählten Taktik. Es besäße bei der Einheitenproduktion eine Komfortfunktion mit der dauerhaften Einreihung. Ein Ersatz für Warcraft II: Tides of Darkness oder Command & Conquer: Alarmstufe Rot sei der Titel nicht. Die Steuerung der Einheiten sei unkomfortabel, das Spielgefühl hektisch und der Computergegner agiere ausgesprochen unklug. Die Qualität der Missionen sei nicht herausragend und der Technologiebaum simpel gehalten, etwa sei die Auswahl an Gebäuden gering. Unterschiedliche Einheiten spielen keine Rolle, da man im Verlauf des Spiels immer nur das jeweils beste in Auftrag gibt. Krush, Kill ’n’ Destroy spiele sich ähnlich wie Command & Conquer und wirke stellenweise fast wie ein Plagiat. Es komme jedoch nicht an dessen Einheitenvielfalt heran. Neu im Vergleich zum Vorbild seien lediglich Upgrades und dass mehrere Einheiten oder Gebäude auf einmal produziert werden können. In den höheren Missionen käme es zu Massenschlachten, die nicht mehr steuerbar seien und auf ein taktisches Chaos hinauslaufen. Das Spiel sei deutlich derber, etwa was Todesschreie und Bluteffekte angehe. Es wirke jedoch stark abgekupfert von Command & Conquer. Teils seien Landschaften, Gebäude und Geräusche wiedererkennbar, ebenso habe man sich bei der Spielidee dreist bedient. Die CPU-Gegner neigen zum Rush. Für ausgefeilte Taktiken fehle im Spielgeschehen oft die Zeit, weshalb es oft stereotyp ablaufe. Ein Editor fehle. Die Kampagne mit 30 Missionen sei kurz.